# Запорожская областная универсальная научная библиотека
Запорожская областная универсальная научная библиотека (ЗОУНБ) относится к ведущим библиотекам Запорожской области. Основана 22 января 1904 года.
Библиотечный фонд составляет 1 млн 484 тыс. ед. Общая площадь книгохранилища — 4700 м². Количество мест для пользователей — 800.

## История
- 22 января 1904 — товарищем Министра внутренних дел Российской империи сенатором П. Дурново был утверждён устав Александровской городской общественной библиотеки[1].
- 15 января 1905 года — новообразованная библиотека приняла первого посетителя.
- 1919 — получила название Центральной городской рабочей библиотеки[2].
- 1936 — поименована в честь А. М. Горького[2].
- 1939 — с получением Запорожьем статуса центра новообразованной Запорожской области, библиотека стала областной.
- 1941 — во время второй мировой войны книжный фонд и помещение библиотеки были полностью уничтожены.
- 1943 — возобновила работу после освобождения города. 4 тысячи книг было собрано среди населения и извлечено из-под руин[2].
- 1966 — получила статус и наименование научной библиотеки[2].
- 1977 — завершено строительство нового помещения.
- 2016 — решением областного совета из названия библиотеки было убрано имя Максима Горького[3].

## Раритеты
Среди раритетов библиотеки — «Наказъ комиссіи о составленіи проекта новаго уложенія» (Москва, 1767), «Мѣдныя деньги въ Россіи 1656—1663. Денежные знаки въ Швеціи 1716—1719» А. Брикнера (1868), «Фаустъ» И. Гёте (1889; оба — С.-Петербург) прижизненные издания собраний сочинений Д. Григоровича, Н. Лескова, А. Островского, Л. Толстого, А. Чехова; редкие издания местных произведений печати: «Лѣтопись событій Самоила Величка» (К., 1848), «Отчетъ Александровскаго городского общественнаго Управленія за 1900 годъ» (Александровскъ, 1901); коллекция печатных материалов краеведов В. Фоменко, Л. Адельберга (186 копий карт Екатеринославской губернии, Александровска, Днепра, Азовского моря и 25 машинописных книг по истории края).